# أنطون مقدسي
أنطون مقدسي (1914 ـ 2005م) مفكر وفيلسوف سوري ولد في مدينة يبرود شمال العاصمة دمشق، وتوفي في دمشق مساء يوم 29 آب (أغسطس) 2005 عن عمر يناهز 91 عاماً. ترك خلفه تاريخاً طويلاً ومؤلفات عدة، وابنتين وولداً وزوجة.

## إنجازاته
- حاصل على إجازة في الفلسفة وشهادة في الأدب الفرنسي عن جامعة مونبلييه في فرنسا، كما نال شهادة الحقوق والعلوم السياسية من بيروت.
- عمل في وزارة الثقافة في سورية منذ العام 1965 وحتى عام 2000.
- عمل أستاذاً محاضراً في كلية الفلسفة وكان أحد كتبه يدرس في المرحلة الثانوية.
- اشتهر بزهده في المال والشهرة.
- حصل عام 2001 على جائزة الأمير كلاوس، وفي عام 2002 نال جائزة وزارة الثقافة من سوريا، وفي مطلع يوليو (تموز) العام 2003 منحته وزارة الثقافة الفرنسية جائزة «عامل» في حقل الإبداع الأدبي والفكري من أجل نشر الثقافة في فرنسا والعالم.

## رسالته لبشار الأسد
وجّه أنطون رسالة مفتوحة إلى الرئيس بشار الأسد متحدثاً فيها عن رؤيته للحلول وانتقاداته لمظاهر الفساد والسلبية، نشرت الرسالة المفتوحة عبر جريدة الحياة. مها قنوت، وزيرة الثقافة آنذاك، دشّنت عهدها بإجباره على الاستقالة من منصبه) الذي كان، أصلاً، يشغله بالتعاقد فقط (في مديرية التأليف والترجمة، لأنه تجاسر وكتب رسالة مفتوحة إلى بشار الأسد، يحثه فيها على تحويل شعب سورية «من وضع الرعية إلى وضع المواطنة».
قال في رسالته لبشار الأسد عام 2000 «الوضع العام، وباختصار يا سيدي: انهيار عام، سياسي واقتصادي وأيضاً ثقافي وإنساني.. كفانا يا سيدي من الكلام الفضفاض: مكاسب الشعب، إنجازات الشعب، إرادة الشعب. الشعب غائب يا سيدي منذ زمن طويل، إرادته مشلولة تقوم اليوم على تحقيق هدفين: الأول على الصعيد الخاص، أن يعمل ليلاً ونهاراً كي يضمن قوت أولاده. والثانية على الصعيد العام، أن يقول ما يُطلب منه قوله، وأن يتبنّى السلوك الذي يُطلب منه (مسيرات، هتافات…). إن الذي يعصم هذا الشعب من الدمار، هو أنه يتعايش مع هذا الوضع المتردي تعايش المريض مع مرض مزمن»